# Tętno naprzemienne
Tętno naprzemienne (łac. pulsus alternans) – tętno, którego fala jest wyczuwalna na przemian słabo i mocno (tętno o małej i dużej amplitudzie). Najczęściej świadczy o lewokomorowej niewydolności serca i prawdopodobnie związane jest z dalszym złym rokowaniem choroby.

## Patofizjologia
W niewydolności lewokomorowej osłabiony mięsień sercowy nie jest w stanie wypompować z prawidłowo napełnionej komory odpowiednio dużej ilości krwi. Z tego też powodu pierwsze uderzenie fali tętna w tętnicach jest słabe. W drugim skurczu zgodnie z prawem Franka-Starlinga dochodzi do wzrostu kurczliwości mięśnia sercowego, spowodowanego nadmiernym rozciągnięciem przez krew lewej komory, a tym samym wzrostu uderzenia fali krwi w tętnicach. 